# Обоа
Обоа, скраћено Ob., дрвени дувачки инструмент са двоструким језичком. На први поглед је најсличнији кларинету, али се на почетном делу цеви налази још кратка метална цевчица у коју је уденут језичак, док је левкасто проширење на крају цеви видно мање него на кларинету. Звук који произилази из двоструког језичка помало је назалан и оштар, а сразмерно и продоран, због чега се обоа каткад назива и труба дрвених музичких инструмената. Међутим, овај инструмент може да звучи и нежно и топло, идилично и дирљиво, а то је и улога која јој се типично додељује у класичној музици. Такође, типична је за њега и мелодика оријенталног призвука (сцена у храму у опери Аида Ђузепеа Вердија), због асоцијације са инструментима сличне врсте (зурле и др.).
Обоа је мелодијски инструмент и у оркестру често има водеће теме, а њен јасан, чујан и интонативно прецизан звук узима се и као меродавна интонација за штимовање оркестра, када се најпре чује обоа према којој се штимују и остали инструменти. Виртуозно-техничке бравуре, које се често додељују кларинету и флаути, обои мање одговарају, а и њен тонски обим је краћи. 
Обоа је настала од једне врсте средњовековних шалмаја који су се по Европи ширили под утицајем Арапа у Шпанији почев од  века. Напуштање наусника, у који се код тих инструмената, као у чашицу, смештао тршчани језичак означило је битну промену у могућности финијег нијансирања звука и његове изражајности. Обоа је током 19. века усавршена додавањем механизама полуга и поклопаца.
Сопранска обоа је дугачка отприлике 65 cm (25 1⁄2 in), са металним кључевима, конусним отвором и раширеним звоном. Звук се производи дувањем у језичак под довољним ваздушним притиском, што доводи до тога да вибрира са ваздушним стубом. Карактеристичан тон је разноврстан и описан је као „светао“. Када се реч обоа користи сама, обично се подразумева да значи високи инструмент, а не други инструменти породице, као што су бас обоа, кор англајс (енглески рог) или обоа дамор.
Данас се обоа обично користи као оркестарски или соло инструмент у симфонијским оркестрима, концертним бендовима и камерним ансамблима. Обоа се посебно користи у класичној музици, филмској музици, неким жанровима народне музике, а повремено се чује у џезу, року, попу и популарној музици. Обоа је широко позната као инструмент који подешава оркестар са својим препознатљивим 'А'.

## Друге врсте обоа
Обоа се јавља у још неколико регистарских варијанти и то као oboa d'amore (нем. Liebeshoboe, ен. , рус. гобой д'амур) са писаним распоном од b до , и две у слабој употреби, сопран обоа (ит. , ен. , рус. малый гобой) писаног распона од  до  (звучи малу терцу ниже) и баритон обоа (ит. , ен. , рус. баритоновый гобой) распона од  до  (звучи октаву ниже). Ипак, од свих регистарских варијанти, најзначајнији је енглески рог.

## Звук
У поређењу са другим савременим дрвеним дувачким инструментима, за високу обоу се понекад говори да има јасан и продоран звук. The Sprightly Companion, књига са упутствима коју је објавио Хенри Плејфорд 1695. године, описује обоу као „величанствену и достојанствену, и не много инфериорнију од трубе“. У представи Анђели у Америци звук је описан као „онај од патке ако је патка птица певачица”. Богат тембар потиче од његовог конусног отвора (за разлику од генерално цилиндричног отвора флаута и кларинета). Као резултат тога, обое се лакше чују у односу на друге инструменте у великим ансамблима због продорног звука. Највиша нота је полутон нижа од номинално највише ноте Б♭ кларинета. Пошто кларинет има шири опсег, најнижа нота кларинета Б♭ је знатно дубља (молна шестина) од најниже ноте обое.
Музика за стандардну обоу је написана концертном тоном (тј. није транспонујући инструмент), и инструмент има опсег сопрана, обично од Б♭3 до Г6. Оркестри се подешавају на концерт А који свира прва обоа. Према Лиги америчких оркестара, ово је учињено зато што је висина тона сигурна и њен продоран звук чини је идеалним за штимовање. На висину тона обое утиче начин на који је језичак направљена. Језичак има значајан утицај на звук. Варијације у трсци и другим структурним материјалима, старост језичка и разлике у гребању и дужини утичу на висину тона. Немачки и француски језичак се, на пример, разликују на много начина, због чега се звук сходно томе разликује. Временски услови као што су температура и влажност такође утичу на висину звука. Вешти обоисти прилагођавају своју амбажуру како би компензирали ове факторе. Суптилна манипулација амбаражом и ваздушним притиском омогућава обоисти да изрази тембар и динамику.

### Језичкци
Обоа користи дупли језичак, сличну оној која се користи за фагот. Већина професионалних обоиста прави своје језичке тако да одговарају њиховим индивидуалним потребама. Правећи своје језичке, обоисти могу прецизно да контролишу факторе као што су боја тона, интонација и одзив. Они такође могу узети у обзир индивидуални ембушур, усну шупљину, угао обое и ваздушну подршку.
Обоисти почетници ретко праве сопствене језичке, јер је процес тежак и дуготрајан, и често уместо њих купују језичке у музичкој радњи. Комерцијално доступно језичци су доступне у неколико степени тврдоће; средњи језичак је веома популарна, а већина почетника користи средње меке језичке. Ови језичци, попут језичка за кларинет, саксофон и фагот, направљене су од Arundo donax. Како обоисти стичу више искуства, могу почети да праве сопствене језичке по моделу свог учитеља или да купују ручно рађене језичке (обично од професионалног обоисте) и да користе специјалне алате, укључујући длета, предлета, гиљотине, ножеве и друге алате за прављење и прилагођавање језичка по свом укусу. Језичак се сматра делом обое који чини инструмент толико тешким, јер индивидуална природа сваког језичка значи да је тешко постићи конзистентан звук. Мале варијације у температури, влажности, надморској висини, времену и клими такође могу утицати на звук језичка, као и мале промене у грађи језичка.
Обоисти често припремају неколико трсака да би постигли конзистентан звук, као и да би се припремили за факторе околине као што су ломљење језичка или друге опасности. Обоисти могу имати различите префериране методе за намакање своје језичке да би произвели оптималне звукове; најпожељнији метод је натапање језичка обое у воду пре свирања.
Пластични језичци за обое се ретко користе и мање су доступне од пластичних језичака за друге инструменте, као што је кларинет. Међутим, они постоје и производе их брендови као што је Легере.

## Историја
На енглеском, пре 1770. године, стандардни инструмент се звао hautbois, hoboy, или француски хобој (/ˈhoʊbɔɪ/ ). Ово је позајмљено из француског имена, hautbois , што је сложена реч која се састоји од haut („високо“, „гласно“) и bois („дрво“, „дрвени дувач“). Дословно преведена, француска реч значи „дрвени дувач високог тона“. Правопис oboe је усвојен на енглеском око 1770 из италијанске oboè, транслитерације изговора француског имена из 17. века.
Обична обоа се први пут појавила средином 17. века, када се звала hautbois. Овај назив је коришћен и за њеног претходника, шалмај, од кога је изведен основни облик hautbois. Главне разлике између ова два инструмента укључују поделу хаутбоиса на три дела, или спојеве (што је омогућило прецизнију производњу), и елиминацију усника, дрвене платформе испод језичка која је омогућавала свирачима да одмарају усне.
Тачан датум и место порекла хаутбоа су нејасни, као и особе које су биле одговорне. Индивидуални докази, као што је изјава композитора флаутисте Мишела де ла Бара у његовим Мемоарима, упућују на чланове породица Филидор и Хотетер. Могуће је да је инструмент имао више проналазача. Хаутбоис се брзо проширио широм Европе, укључујући Велику Британију, где су га звали hautboy, hoboy, hautboit, howboye и сличне варијанте француског имена. Био је главни мелодијски инструмент у раним војним бендовима, све док га није наследио кларинет.